# Janina Flieger
Janina Flieger (* 22. August 1982 in Potsdam) ist eine deutsche Schauspielerin.

## Leben
Janina Flieger verlebte ihre Kindheit mit ihren Eltern und ihrem älteren Bruder in Potsdam. Ihre erste Hauptrolle übernahm sie mit elf Jahren in einem ZDF-Kinderfilm. Im Alter von 16 Jahren beendete sie die Schule und wandte sich ganz der Schauspielerei zu. Heute lebt Janina Flieger in Berlin und Köln.

## Filmografie (Auswahl)
- 1993: Liebe am Abgrund
- 1994: Achterbahn – Und ganz besonders Fabian
- 1996: SK-Babies – Killerinstinkt
- 1996: Doppelter Einsatz – Räuberkind
- 1996: Game Over
- 1997: Eine Familie zum Küssen
- 1997: Corinna Pabst: Fünf Kinder brauchen eine Mutter
- 1998: Fieber: Ärzte für das Leben – Wenn Gott will
- 1999: Dr. Stefan Frank – Der Arzt, dem die Frauen vertrauen – Sturz eines Champions
- 1999: Kanadische Träume – Eine Familie wandert aus – Episode #1.1
- 1999: Unschuldige Biester
- 2000: www.maedchenkiller.de – Todesfalle Internet
- 2000: Tatort – Bienzle und der Mann im Dunkeln
- 2000: In aller Freundschaft – Das Findelkind
- 2001: Die Wache – Der Brief
- 2001, 2010: Alarm für Cobra 11 – Die Autobahnpolizei
- 2002–2006: Absolut das Leben (21 Folgen)
- 2003: Alles Glück dieser Erde
- 2003: Im Namen des Gesetzes – Geschäft mit dem Tod
- 2003: Die Rettungsflieger – Pilotenhochzeit
- 2003: Wilde Jungs
- 2003: Für alle Fälle Stefanie – Verabredung zum Leben
- 2004: Tatort – Eine ehrliche Haut
- 2004: München 7 (Fernsehserie, zwei Folgen)
- 2004–2005: Der Ferienarzt (Fernsehserie, zwei Folgen)
- 2004: Rosamunde Pilcher – Dem Himmel so nah
- 2005: Floridaträume
- 2005: Die Schwarzwaldklinik – Die nächste Generation
- seit 2005: Die Fallers – Die SWR Schwarzwaldserie
- 2007: Polizeiruf 110 – Verstoßen
- 2007: Die Frauen der Parkallee
- 2007: Inga Lindström – Ein Wochenende in Söderholm
- 2009: Tatort – Vermisst
- 2009: Blue moon down
- 2009: Der Staatsanwalt – Zwischen den Fronten
- 2009: Anna und die Liebe Episode #1.174
- 2009: Unser Charly – Charlys Schatz
- 2009: Barbara Wood – Karibisches Geheimnis
- 2009: Rosamunde Pilcher – Lass es Liebe sein
- 2010: Unknown Identity
- 2010–2011: Lena – Liebe meines Lebens (180 Folgen)
- 2011, 2023: SOKO Köln – Pokerfieber, Fuchsmann
- 2011: Die zertanzten Schuhe
- 2012: Der letzte Bulle – Hühnerabend
- 2013: Planet USA
- 2013: Kreuzfahrt ins Glück – Hochzeitsreise nach Sizilien
- 2014: Die Bergretter – Mit letzter Kraft
- 2014: Notruf Hafenkante – Sport ist Mord
- 2015: Vertraue mir
- 2015–2016: In aller Freundschaft – Die jungen Ärzte (Fernsehserie, Folge 25–57)
- 2016: Bettys Diagnose – Adrenalin
- 2017: Marie Brand und der Liebesmord
- 2019: Wilsberg: Ins Gesicht geschrieben
- 2021: Bettys Diagnose – Schuldgefühle